# 片山修 (ジャーナリスト)
片山 修（かたやま おさむ、1940年10月21日- ）は、日本の経済ジャーナリスト、経営評論家。

## 経歴
愛知県名古屋市に生まれる。
明治大学経営学部を卒業し、名古屋タイムズ記者を経て、1970年以降はフリーランスのジャーナリストとして活動する。
2001年から2011年にかけて、学習院女子大学客員教授であった。日本ペンクラブ会員。

## 著書

### 単著
- 『日航の運命 この会社に明日はあるか』(NESCO books) ネスコ, 1987.4
- 『日本アイ・ビー・エムから何を学ぶか 現地法人企業のノウハウを明かす』(大研究21世紀企業) 毎日新聞社, 1987.9
- 『全日空が日航に負けない理由 日本の翼から世界の翼へ』 (大研究21世紀企業) 毎日新聞社, 1987.9  「全日空世界の翼へ」角川文庫
- 『野村証券はいまこう考えている 地球経済のトータルプランナーを目ざして』(大研究21世紀企業) 毎日新聞社, 1987　「野村地球経済の構想」(角川文庫
- 『もういらない だから売れる モノ余り時代のヒット商品物語』ダイム・ビジネス・ノンフィクション 小学館, 1987.9
- 『NTTの革命に終わりはない 未来社会を牽引する』(大研究21世紀企業) 毎日新聞社, 1988.2
- 『ホンダ明日への疾駆』(大研究21世紀企業) 毎日新聞社, 1988.7 のち角川文庫
- 『どうしたら社長になれますか? トップたちは30代に何をしたか』小学館, 1989.10
- 『日本IBM華麗な挑戦 2兆円企業をめざす20,000人のプロたち』角川書店, 1989.2
- 『JR躍進のプロセス 眠りからさめた獅子の野望』(大研究21世紀企業) 毎日新聞社, 1989.4
- 『ニッセイひと未来』(大研究21世紀企業) 毎日新聞社, 1990.10
- 『取材術 キーマンの探し方から生きた情報の取り方まで』PHP研究所, 1990.9
- 『柔らかな冒険者 日本たばこ産業』(大研究21世紀企業)毎日新聞社, 1991.12
- 『東京電力大いなる跳躍』(大研究21世紀企業) 毎日新聞社, 1991.4
- 『果敢なチャレンジャー 日本通運』 (大研究21世紀企業) 毎日新聞社, 1992.4
- 『日本型経営の新戦略 企業はいま何をめざすべきか』PHP研究所, 1993.10
- 『時代は踊った オンリー・イエスタディ'80s』文芸春秋, 1993.12
- 『本田宗一郎からの手紙 現代を生きるビジネスマンへ』編. ネスコ, 1993.4 のち文春文庫
- 『社長、どうしたら「おもしろい仕事」ができますか トップが語る20代の過ごし方』PHP研究所, 1994.2
- 『マルチメディアの勝者は誰か 熾烈な企業戦争の行方』PHP研究所, 1995.12
- 『実践・経営革命 精鋭企業5社に学ぶ』中央公論社, 1995.4
- 『鉄道大革命』交通新聞社, 1996.7
- 『こんな会社ならいてやってもいい 平成ビジネスウォーズ勝者の条件』小学館, 1997.4
- 『トヨタの方式』(小学館文庫) 1998.10
- 『ソニーの法則』(小学館文庫) 1998.3
- 『ソニー、トヨタに知恵で勝つ 21世紀型ビジネスマン生き残り術』文藝春秋, 1999.10
- 『NHKの知力』 (小学館文庫) 1999.11
- 『サントリーの嗅覚』 (小学館文庫) 1999.12
- 『ホンダの兵法』(小学館文庫) 1999.5
- 『会社を救う4つの力』扶桑社, 1999.9
- 『デジタリアン入門 30分でわかるIT』 (小学館文庫) 2000.10
- 『おもろいやないか 佐治敬三とサントリー文化』ホーム社, 2000.3
- 『「最強のリーダーたち」の考え方』PHP研究所, 2001.10
- 『トヨタはいかにして「最強の車」をつくったか』小学館, 2002.12　のち文庫
- 『トヨタはいかにして「最強の社員」をつくったか』祥伝社, 2002.4　のち黄金文庫
- 『本田宗一郎と知られざるその弟子たち』(講談社+α新書) 2002.4
- 『なぜ松下は変われたか 松下電器、再生への軌跡』祥伝社, 2004.2  「なぜ松下は変われたか 「中村革命」のすべて」(祥伝社黄金文庫)
- 『決断の法則 ソニー、松下、ホンダに学ぶ』(小学館文庫) 2004.3
- 『本田宗一郎と「昭和の男」たち』(文春新書) 2004.4
- 『日本にしかできない技術がある』(PHP文庫) 2004.9
- 『誰も知らないトヨタ』幻冬舎, 2005.10
- 『トヨタの「できる社員」はこう考える』三笠書房, 2006.7
- 『ソニーの法則2006』(小学館文庫) 2006.8
- 『人を動かすリーダーの言葉 113人の経営者はこう考えた』編著 (PHP新書) 2007.1
- 『イノベーション企業の研究 日本型成長モデルは現場がつくる』PHP研究所, 2007.4
- 『柳井正の見方・考え方』PHP研究所, 2009.10
- 『知識ゼロからの本田宗一郎入門』幻冬舎, 2009.3
- 『9・15リーマンショック その時、トップはどう動いたか』祥伝社新書 2009.9
- 『なぜザ・プレミアム・モルツはこんなに売れるのか? :6年連続売上増を達成した「最高金賞のビール」へのサントリーの取り組み』小学館, 2010.6 「なぜザ・プレミアム・モルツは売れ続けるのか?」(小学館文庫
- 『ストリンガー革命 ソニーの何を変えたのか』祥伝社, 2010.8
- 『サムスンの戦略的マネジメント』(PHPビジネス新書 2011.10
- 『ホンダ式一点バカ 強い人材のつくり方』朝日新書 2011.11
- 『だからヤマダ電機で買いたくなる』潮出版社, 2011.2
- 『東京スカイツリー六三四に挑む』小学館, 2012.5
- 『日本企業がサムスンから学ぶべきこと』PHP研究所, 2012.8
- 『奇跡の軽自動車 ホンダはなぜナンバーワンになれたのか 「N BOX」ヒットの法則』(PHPビジネス新書 2013.11
- 『「スマート革命」で成長する日本経済』PHP研究所, 2013.4
- 『年商50億を稼ぐ村上農園の「脳業」革命』潮出版社, 2014.4
- 『社員を幸せにする会社』東洋経済新報社, 2015.10
- 『ふるさと革命 "消滅"に挑むリーダーたち』潮出版社, 2016.11
- 『技術屋の王国 ホンダの不思議力』東洋経済新報社, 2017.9
- 『パナソニック、「イノベーション量産」企業に進化する!』PHP研究所, 2018.11
- 『豊田章男』東洋経済新報社, 2020.4
- 『山崎正和の遺言』東洋経済新報社、2021

### 共著
- 『知識ゼロからの松下幸之助入門』弘兼憲史共著. 幻冬舎, 2009.2
- 『三洋電機よ、永遠なれ! 「ソフトエナジー」に賭けた夢』井植敏共著. PHP研究所, 2010.5
- 張相秀『サムスン・クライシス 内部から見た武器と弱点』片山修 聞き手. 文藝春秋, 2015.1